# Mau Aimma
Mau Aimma är en ort i Indien.   Den ligger i distriktet Allahabad och delstaten Uttar Pradesh, i den centrala delen av landet, 600 km sydost om huvudstaden New Delhi. Mau Aimma ligger 103 meter över havet och antalet invånare är 20 123.
Terrängen runt Mau Aimma är mycket platt. Runt Mau Aimma är det tätbefolkat, med 550 invånare per kvadratkilometer. Mau Aimma är det största samhället i trakten. Trakten runt Mau Aimma består till största delen av jordbruksmark.